# Nambu type 14
Le type 14 était une version améliorée du 4e pistolet de type A conçu par Kirijo Nambu en 1915. Bien que des officiers japonais durent payer cette arme de leur poche, ce fut le modèle le plus commun utilisé dans l'armée impériale japonaise et la marine, malgré le fait qu'il était mal conçu. 

## Historique
Le pistolet Nambu Type 14 fut adopté en 1925 (14e année du règne de l'empereur Taishō Tennō, le père de Hirohito, dit Shōwa Tennō) par l'armée de terre japonaise et en 1927 par la marine impériale. Il fut construit à 282 000 exemplaires jusqu'en 1945 par les arsenaux de Tokyo, Nagoya et de Kokura ainsi que par la firme privée Nambu-ju Seizocho créée par son inventeur.

## Présentation
C'est une arme à simple action. Sa forme extérieure rappelle celle du Luger P08 Parabellum d'où son surnom de luger japonais. En dépit de sa conception originale, il souffrait d'une exécution de mauvaise qualité, sa cartouche de 8x22mm Nambu, est beaucoup plus faible que les autres calibres couramment utilisés durant cette période, tel que le .45acp, le 9 mm luger/parabellum ou encore le 7.62TT ; 
Le fonctionnement de cette arme est similaire à celui du Mauser 1896 mais avec un étrier de verrouillage inversé par rapport à celui-ci.
En 1939, un pontet agrandi pour permettre le tir avec des gants et un système à crochet retenant le chargeur dans la poignée pour éviter sa perte dans la neige après son déverrouillage furent installés. Ces modifications résultèrent des enseignements tirés de la campagne de Mandchourie.

## Pays utilisateurs
- République de Chine Armes prises sur l'Armée impériale japonaise et réemployées durant les Guerre sino-japonaise (1937-1945) et Guerre civile chinoise (Utilisé par Chang Tso-lin, chef de guerre de l'armée[1])
- Corée du Nord Armes prises sur l'Armée impériale japonaise et réemployées durant la Guerre de Corée.
- Indonésie
- Empire du Japon
- Malaisie britannique
- Mandchoukouo
- États-Unis On en trouve encore quelques-uns, essentiellement aux États-Unis où ils furent ramenés par des soldats américains (Veterans Bringbacks).

## Dans la culture populaire
Dans L'Île des braves (1965, de Frank Sinatra), les lieutenant japonais Kuroki (Tatsuya Mihashi) porte tous un pistolet Nambu type 14 .
Dans Hawaï police d'État, le lu Steve McGarett  Sr.  (Jack Lord) possède un pistolet Nambu type 14 en tant que vétéran de la Guerre du Pacifique .
Dans l'anime Night Raid 1931, l'arme de service des policiers comme des soldats japonais est le Nambu type 14.
Dans The Mandalorian, le personnage Cara Dune (Gina Carano) utilise un pistolet Nambu type 14, modifié pour s'adapter au décor de science-fiction.
Dans le jeu vidéo Medal of Honor : Soleil levant, les combattants japonais sont dotés du Nambu type 14 (qui n'est pas récupérable par le gamer) .